# 고전 아르메니아어

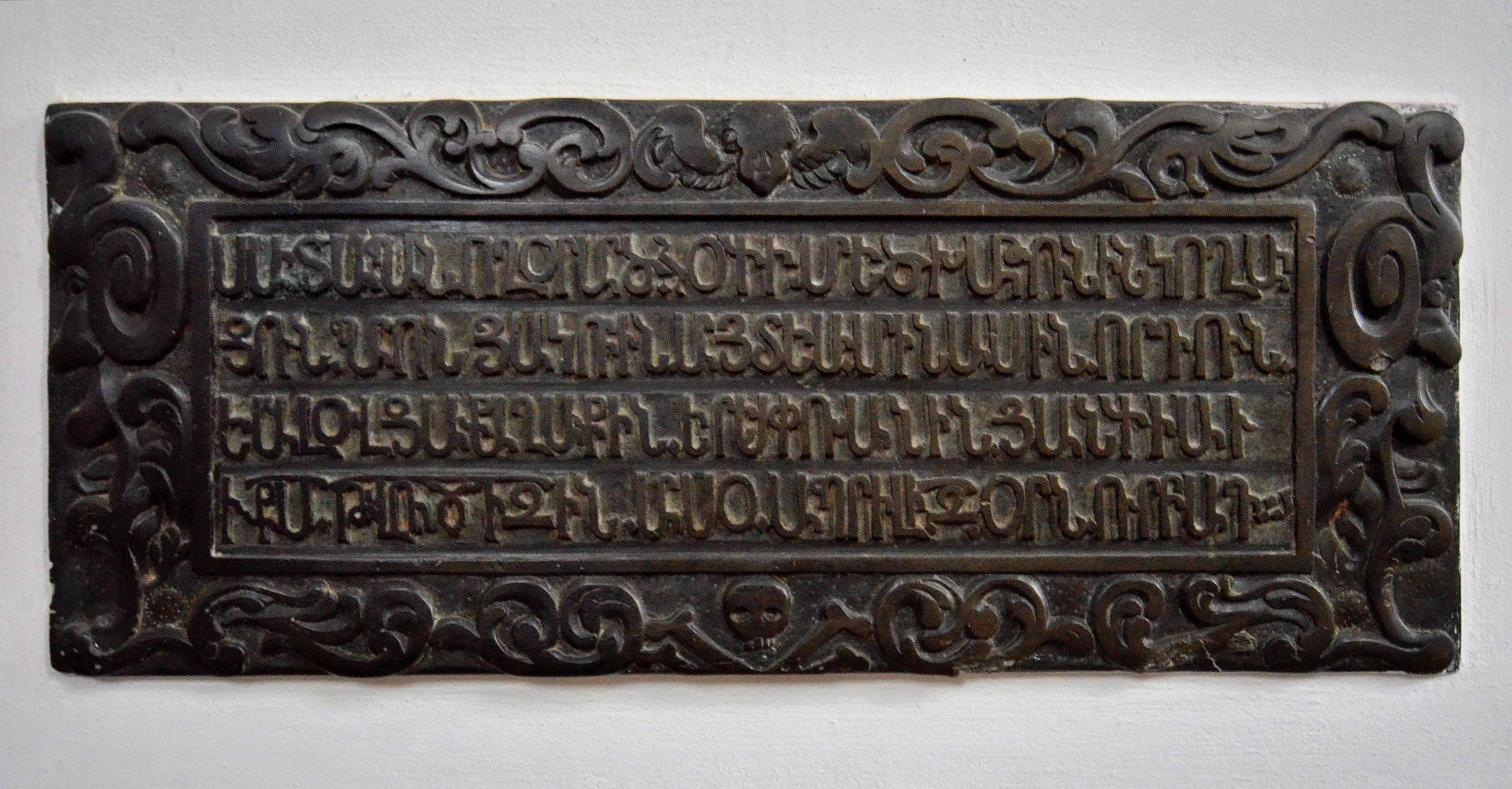
폴란드 바르샤바 성 히아신스 성당에 있는 고전 아르메니아어 비문

고전 아르메니아어(Armenian: գրաբար, grabar)는 가장 오래된 형태의 아르메니아어이다. 5세기 초반의 기록부터 시작하여 18세기까지 사용되었다. 고대 그리스어, 페르시아어, 히브리어, 시리아어, 라틴어와 같은 많은 고대 언어 중에서 명맥을 이어 나갔다.
고대 아르메니아어는 아르메니아 사도교회에서 사용되는 전례언어이며 성경 교부(敎父) 학자들의 연구에도 널리 사용된다. 또한 인도유럽조어를 복원하는 데에 가장 중요한 언어로 여겨진다.

## 같이 보기
- 아르메니아 사도교회
- 아르메니아 조어
- 아르메니아 알파벳